# 1943年の宝塚歌劇公演一覧
本項目では、1943年の宝塚歌劇公演一覧（1943ねんのたからづかかげきこうえんいちらん）について示す。

## 一覧
（）内は、作者または演出者名。

### 宝塚公演

#### 花組
- 1月1日 - 1月24日　宝塚大劇場
  - 『光を浴びて』（高木史朗　構成）
  - 『航空母艦』（岡田恵吉）　　
  - 『悠久日本』（高崎邦祐）

#### 月組
- 1月26日 - 2月24日　宝塚大劇場	
  - 『梅田雲濱の姪』（小野晴通）　
  - 『上海夜話』（中西武夫）
  - 『悠久日本』（高崎邦祐）

#### 雪組
- 2月26日 - 3月24日　宝塚大劇場	
  - 『撃ちてし止まむ』（堀正旗）　
  - 『桃太郎』（水田茂）
  - 『みちのくの歌』（岡田恵吉）

#### 花組
- 3月26日 - 4月25日　宝塚大劇場	
  - 『第二の戰士』（内海重典）　　
  - 『人魚』（木村富子　作、花柳年之輔　改修・振付）　　
  - 『太陽の子供達』（高木史朗、高崎邦祐　脚本）

#### 雪組
- 4月27日 - 5月24日　宝塚大劇場	
  - 『佐藤兄弟の妻』（橋本雪関　作、水田茂　改修・振付）　　
  - 『海軍』（岡田恵吉）

#### 月組
- 5月26日 - 6月24日　宝塚大劇場	
  - 『その日の布哇』（調宮次郎　原作、一二三淑夫　脚本、岡田恵吉　改修・演出）　　
  - 『太刀盗人』（水田茂）
  - 『唯一つの祖國』（ワッタカーン　原作、中西武夫　演出）

#### 花組
- 6月26日 - 7月25日　宝塚大劇場	
  - 『愛の合唱』（高崎邦祐）　　
  - 『鏡獅子』（水田茂）
  - 『日の丸船隊』（堀正旗）

#### 雪組
- 7月27日 - 8月24日　宝塚大劇場	
  - 『たけくらべ』（内海重典　脚本）　　
  - 『戰ひはここにも』（大政翼賛会宣伝部　作、三木一郎　演出）
  - 『東亞の子供達』（高木史朗　構成）

#### 月組
- 8月26日 - 9月24日　宝塚大劇場	
  - 『大空を継ぐもの』（堀正旗）　　
  - 『桃源の朝比奈』（久松一聲　作、水田茂　演出）
  - 『東亞の子供達』（高木史朗　構成）

#### 花組
- 9月26日 - 10月24日　宝塚大劇場
  - 『母なる佛塔』（ワッタカーン　原作、中西武夫　演出）　　
  - 『彌榮』（小原茂人）
  - 『國民の歌』（高崎邦祐、内海重典）

#### 雪組
10月26日 - 11月24日　宝塚大劇場
- - 『栂尾物語』（小野晴通）　　
  - 『娘道成寺』（錢谷信昭）
  - 『蓮華琴』（高木史朗）

#### 花組
- 11月26日 - 12月28日　宝塚中劇場
  - 『家鴨の出世』（高崎邦祐）　　
  - 『になひ文』（水田茂）
  - 『新かぐや姫』（内海重典　作、宇津秀男　構成・演出）

### 東京公演

#### 雪組
- 1月1日 - 1月27日　東京宝塚劇場
  - 『明るい町強い町』（大政翼賛会宣伝部　作、康本晋史　演出）
  - 『菊水遺聞』（水田茂）
  - 『コーロア物語』（森三千代　作、宇津秀男　構成、内海重典　演出）

#### 花組
- 1月30日 - 2月27日　東京宝塚劇場
  - 『十二月八日』（中西武夫）
  - 『鏡獅子』（水田茂）
  - 『西遊記』（宇津秀男・内海重典）

#### 月組
- 4月3日 - 4月29日　東京宝塚劇場
  - 『眞如王記』（小野晴通）
  - 『光を浴びて』（高木史朗　構成）
  - 『その日の布哇』（調宮次郎　原作、一二三淑夫　脚本、岡田恵吉　改作・演出）
  - 『大江戸あさくさ祭』（花柳舞踊研究会）

#### 雪組
- 5月30日 - 6月27日　東京宝塚劇場
  - 『落ちてし止まむ』（堀正旗）
  - 『桃太郎』（水田茂）
  - 『みちのくの歌』（岡田恵吉）

#### 花組
- 7月30日 - 8月26日　東京宝塚劇場
  - 『第二の戦士』（内海重典）
  - 『素襖落』（水田茂）
  - 『太陽の子供達』（高木史朗、高崎邦祐　脚本）

#### 雪組
- 9月1日 - 9月28日　東京宝塚劇場
  - 『たけくらべ』（内海重典　脚本）
  - 『佐藤兄弟の妻』（橋本関雪　作、水田茂　改作）
  - 『日の丸船隊』（堀正旗）

#### 月組
- 10月30日 - 11月26日　東京宝塚劇場
  - 『大空を継ぐもの』（堀正旗）
  - 『桃源の朝比奈』（久松一聲　作、水田茂　演出）
  - 『唯一つの祖國』（ワッタカーン　原作、中西武夫　改作・演出）

### 宝塚・東京以外の日本公演

#### 月組
- 3月27日・28日　岐阜
  - 『梅田雲濱の姪』（小野晴通）
  - 『上海夜話』（中西武夫）
  - 『娘妙成寺』（錢谷信昭）
  - 『三銃士』（三木一郎）

#### 花組
- 4月27日 - 5月24日　中国、四国、山陰地方
  - 『梅田雲濱の姪』（小野晴通）
  - 『風流陣』（内海重典　脚本）
  - 『二人袴』（楳茂都陸平）
  - 『三銃士』（三木一郎）

#### 月組
- 5月1日 - 5月9日　北陸地方
  - 『眞如王記』（小野晴通）
  - 『太刀盗人』（水田茂）
  - 『娘道成寺』（錢谷信昭）
  - 『三銃士』（三木一郎）

- 9月26日 - 10月18日　九州、中国地方
  - 『寶三番叟』（久松一聲）
  - 『第二の戦士』（内海重典）
  - 『棒しばり』（水田茂）
  - 『新かぐや姫』（宇津秀男　演出、内海重典　脚本）

#### 雪組
- 9月28日 - 10月11日　北陸地方
  - 『明るい町強い町』（大政翼賛会）
  - 『になひ文』（水田茂）
  - 『花若仇討』（錢谷信昭）
  - 『日の丸船隊』（堀正旗）

#### 合同
- 12月1日 - 12月26日　大阪・北野劇場
  - 『菊薫る日』（高崎邦祐）
  - 『娘道成寺』（水田茂）
  - 『太陽の子供達』（高木史朗、高崎邦祐　脚本）

### 第二回満洲（中国東北）公演
- 1943年5月28日に日本出発、7月8日帰国。

主な演目
新京（長春）、ハルビン、牡丹江、鞍山、大連、奉天（瀋陽）、安東、京城（ソウル）
主な演目
『明るい町強い町』（康本晋治　構成）、『棒しばり』（水田茂　作）、『桜に明ける紀の国道成寺』（水田茂　作）、『新かぐや姫』（内海重典　構成）
参加者
- 団長：引田一郎

生徒：
- 花里いさ子
- 汐見洋子
- 室町良子
- 難波章子
- 冨士野高嶺
- 桃園ゆみか
- 花村由利子
- 天城月江
- 小雪京子
- 月尾靖子
- 帆影美里
- 東屋鈴子
- 山上晴江
- 出雲国子
- 稚乃花匂子
- 水原節子
- 五色丸節子
- 雪城美沙子
- 千草順子
- 加茂みやじ

- 美里まり
- 松風浦子
- 白露玉美
- 浦島歌女
- 彌生美也子
- 瞳うらら
- 国立尭子
- 住江うら子
- 輝藍子
- 絹川澄子
- 夢野さよ子
- 久方さくら
- 四條秀子
- 久慈あさみ
- 霧笛美加
- 紅鶴舞子
- 藤波洸子
- 深緑夏子
- 遠山美乃里
- 睦千世

（生徒40名）